# Référendum de 2020 sur la fin du système des cautions en Californie
Un Référendum de 2020 sur la fin du système des cautions a lieu le 3 novembre 2020 en Californie. La population est amenée à se prononcer via un référendum véto, dit Proposition 25, sur le texte de loi sénatoriale 10 ( Senate Bill 10, SB 10) qui vise à remplacer le système de caution par un système d'évaluation des risques posés par les suspects en détention en attente de jugement.
La proposition est rejetée à une large majorité.

## Résultats
| Choix                     | Votes      | %     |
| ------------------------- | ---------- | ----- |
| Pour                      | 7 232 380  | 43,59 |
| Contre                    | 9 358 226  | 56,41 |
|                           |            |       |
| Votes valides             | 16 590 606 | 93,28 |
| Votes blancs et invalides | 1 194 545  | 6,72  |
| Total                     | 17 785 151 | 100   |
| Abstention                | 4 262 297  | 19,33 |
| Inscrits/Participation    | 22 047 448 | 80,67 |

| Pour 7 232 380 (43,59 %) |  |  | Contre 9 358 226 (56,41 %) |
| ▲                        |  |  |                            |
| Majorité absolue         |  |  |                            |